# Rælingen
Rælingen est une kommune de Norvège. Elle est située dans le comté d'Akershus.

## Description
Elle est située entre Fet et Lørenskog, et borde Lillestrøm au nord-est et Enebakk au sud.
Le chef-lieu de la commune est le village de Fjerdingby.

## Zones protégées
- Réserve naturelle de Ramstadslottet
- Parc national d'Østmarka
- Réserve naturelle de Nordre Øyeren (Lac Øyeren)

## Personnalités
- Arne Hurlen (1970-), auteur, compositeur, interprète et chef de file du groupe Postgirobygget, est né à Rælingen.